# Cat Mother & the All Night Newsboys
Cat Mother and The All Night Newsboys byla americká country rocková skupina, původně z New Yorku, později z Kalifornie. Skupina fungovala v letech 1967-1977.

## Diskografie
- 1969 The Street Giveth... and the Street Taketh Away (Polydor)
- 1970 Albion Doo-Wah (Polydor)
- 1972 Cat Mother (Polydor)
- 1973 Last Chance Dance (Polydor)